# 本田一弘
本田 一弘（ほんだ かずひろ、1969年3月14日 - ）は、日本の歌人。高校教員。短歌結社竹柏会「心の花」に所属し、佐佐木幸綱に師事。現代歌人協会会員、日本文藝家協会会員。

## 経歴
- 福島県福島市生まれ、会津若松市在住。
- 福島県立福島高等学校（同級生に和合亮一）、筑波大学日本語・日本文化学類卒業。
- 1992年、竹柏会「心の花」入会。
- 1994年、「わか草の」で第47回福島県文学賞（短歌部門）を受賞。
- 2000年、「ダイビングトライ」30首で第15回短歌現代新人賞を受賞。
- 2001年、第1歌集『銀の鶴』で第7回日本歌人クラブ新人賞を受賞。
- 2011年、第2歌集『眉月集』で第16回寺山修司短歌賞を受賞。
- 2015年、第3歌集『磐梯』で第13回前川佐美雄賞、第38回福島民報出版文化賞奨励賞を受賞。
- 2019年、第4歌集『あらがね』で第45回日本歌人クラブ賞を受賞。

## 著書
- 第1歌集『銀の鶴』 雁書館 2000.10
- 第2歌集『眉月集』 青磁社 2010.6
- 第3歌集『磐梯』　青磁社 2014.11
- 第4歌集『あらがね』　ながらみ書房 2018.5
- 『現代短歌文庫 本田一弘歌集』　砂子屋書房 2021.3